# Cephalodella anebodica
Cephalodella anebodica is een raderdiertjessoort uit de familie Notommatidae. De wetenschappelijke naam van deze soort is voor het eerst geldig gepubliceerd in 1976 door Bērzinś.